# O-Etil S-2-(etiltio)etil metilfosfonotiolato
o-Etil S-2-(etiltio)etil metilfosfonotiolato é um agente nervoso organofosforado da série V formulado em C7H17O2PS2.  